# Mobiler Seefunkdienst (Kurzwelle)
Der mobile Seefunkdienst auf Kurzwelle ist ein Teil des mobilen Seefunkdienstes, der ausschließlich für Funkverkehr über Kurzwelle vorgesehen ist.

## Reichweite

Abstrahlung einer oberflächennahen Bodenwelle und einer an der Ionosphäre reflektierten Raumwelle (mit Multi-Hop)

Im mobilen Seefunkdienst auf Kurzwelle können interkontinentale Reichweiten erzielt werden. Hingegen treten, besonders in relativer Nähe zum Sender angrenzend an die Reichweite der Bodenwelle, sogenannte Tote Zonen auf, in denen kein Empfang möglich ist.

## Heutige Verwendung
Mit dem Aufkommen des mobilen Seefunkdienstes über Satelliten ist die Bedeutung des Seefunkdienstes auf Kurzwelle stark zurückgegangen. Trotz verschiedener Funkdienste über Satelliten ist nördlich des 70. Breitengrades Nord und südlich des 70. Breitengrades Süd nach wie vor auch die Kurzwelle für ausrüstungspflichtige Schiffe vorgeschrieben.